# باتريك باكر
باتريك باكر (بالهولندية: Patrick Bakker)‏ هو رسام هولندي، ولد في 12 نوفمبر 1910 في آبلدورن في هولندا، وتوفي في 28 ديسمبر 1932 في أمستردام في هولندا بسبب مرض.